# ポンフェラーダ
ポンフェラーダ （Ponferrada）は、スペイン、カスティーリャ・イ・レオン州、レオン県の自治体で、エル・ビエルソ（El Bierzo）地域の中心自治体でもある。自治体内の一部の地区ではガリシア語が使われる。

## 歴史
新石器時代、鉄器時代、ローマ時代の定住地の痕跡が残っているが、公式の記録に名前が載るのは11世紀である。1082年、司教オスムンドがサンティアゴ・デ・コンポステーラの巡礼路を行く巡礼のためにシル川に橋を架けるよう命じたとある。集落は近郊のラス・メドゥラスで採掘される金で潤い、シル川右岸周辺で人口が増えていった。別の説では、ポンフェラーダの名は『強固な橋』または『鉄の橋』を意味するPons Ferrataから生じたとしている。1086年頃にサン・ペドロ教会ができ、教会の周りの集落はラ・プエブラ・デ・サン・ペドロ（La Puebla de San Pedro）と呼ばれるようになった。これがポンフェラーダの前身である。それから橋がフェラタ橋と呼ばれるようになった。様々な者がポンフェラーダに関わりをもった。最初の領主は、巡礼路の警備を行っていたテンプル騎士団であった。騎士団解散後はオソリオ家のものとなり、その後カトリック両王が所有した。
1908年9月4日、アルフォンソ13世はポンフェラーダに市の称号を与えた。

## 地理

### 人口
| ポンフェラーダの人口推移 1900－2010                     |
|                                                         |
| 出典:INE（スペイン国立統計局）1900年 - 1991年、1996年 - |

## 政治
自治体首長はのサムエル・フォルゲイラル・アリアス（Samuel Folgueral Arias ）で、自治体評議員は、PP：12、PSOE：8、IAP：5となっている（2011年5月22日の自治体選挙結果、得票順）。
| 1999年6月13日自治体選挙 |        |        |          |
| 政党                    | 得票数 | 得票率 | 獲得議席 |
| PP                      | 18,076 | 57.34% | 16       |
| PSOE                    | 9,766  | 30.98% | 8        |
| PB                      | 1,671  | 5.30%  | 1        |
| IU-CYL                  | 1,450  | 4.60%  | 0        |

| 2003年5月25日自治体選挙 |        |        |          |
| 政党                    | 得票数 | 得票率 | 獲得議席 |
| PP                      | 17,747 | 48.50% | 15       |
| PSOE                    | 12,058 | 32.95% | 10       |
| PB                      | 1,713  | 4.68%  | 0        |
| UPL                     | 1,504  | 4.11%  | 0        |
| IU-CYL                  | 1,477  | 4.04%  | 0        |
| PRB                     | 900    | 2.46%  | 0        |
| ACD                     | 547    | 1.49%  | 0        |
| IR                      | 68     | 0.19%  | 0        |

| 2007年5月27日自治体選挙 |        |        |          |
| 政党                    | 得票数 | 得票率 | 獲得議席 |
| PP                      | 17,216 | 49.16% | 14       |
| PSOE                    | 10,426 | 29.77% | 9        |
| M.A.S.U.P.L             | 2,340  | 6.68%  | 2        |
| IU-LV                   | 1,749  | 4.99%  | 0        |
| PB                      | 1,642  | 4.69%  | 0        |
| PRB                     | 1,032  | 2.95%  | 0        |

| 2011年5月22日自治体選挙 |        |        |          |
| 政党                    | 得票数 | 得票率 | 獲得議席 |
| PP                      | 13,482 | 38.96% | 12       |
| PSOE                    | 8,443  | 24.40% | 8        |
| IAP                     | 5,791  | 16.53% | 5        |
| IU                      | 1,700  | 4.91%  | 0        |
| PB                      | 1,466  | 4.24%  | 0        |
| MASS                    | 1,244  | 3.59%  | 0        |
| PRB                     | 906    | 2.62%  | 0        |
| その他                  | 903    | 2.61%  | 0        |

### 司法行政
ポンフェラーダはポンフェラーダ司法管轄区に属し、同管轄区の中心自治体である。

## 史跡・観光地
- ポンフェラーダ城（Castillo de Ponferrada）（スペイン語版） - 1178年、レオン王フェルナンド2世が聖堂騎士団に対し、ポンフェラーダでの本拠地作りを命じた。騎士団が解散させられると、王家の所有となった。
- エンシーナ聖堂（Basílica de La Encina）
- サンティアーゴ・デ・ペニャルバ教会（Iglesia de Santiago de Peñalba）（スペイン語版） - 10世紀建造のモサラベ様式（スペイン語版）教会堂。
- サント・トマス・デ・ラス・オジャス教会（Iglesia de Santo Tomás de las Ollas）（スペイン語版）
- サン・ペドロ・デ・モンテス修道院（Monasterio de San Pedro de Montes）（スペイン語版） - モサラベ様式の修道院。
- サンタ・マリーア・デ・ビスバージョ教会（Iglesia de Santa María de Vizbayo）（スペイン語版） - ロマネスク様式の教会堂。
- エル・モレデーロ・スキー場（Estación de esquí de El Morredero）

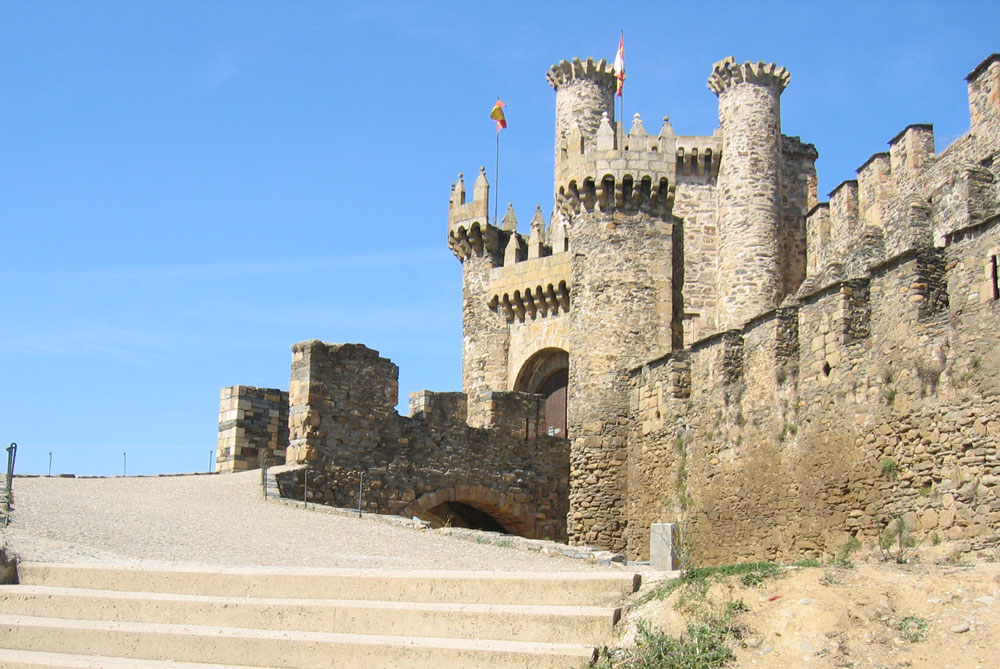
ポンフェラーダ城
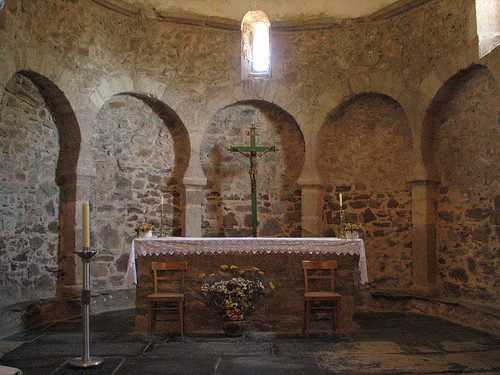
サント・トマス・デ・ラス・オジャス教会内部
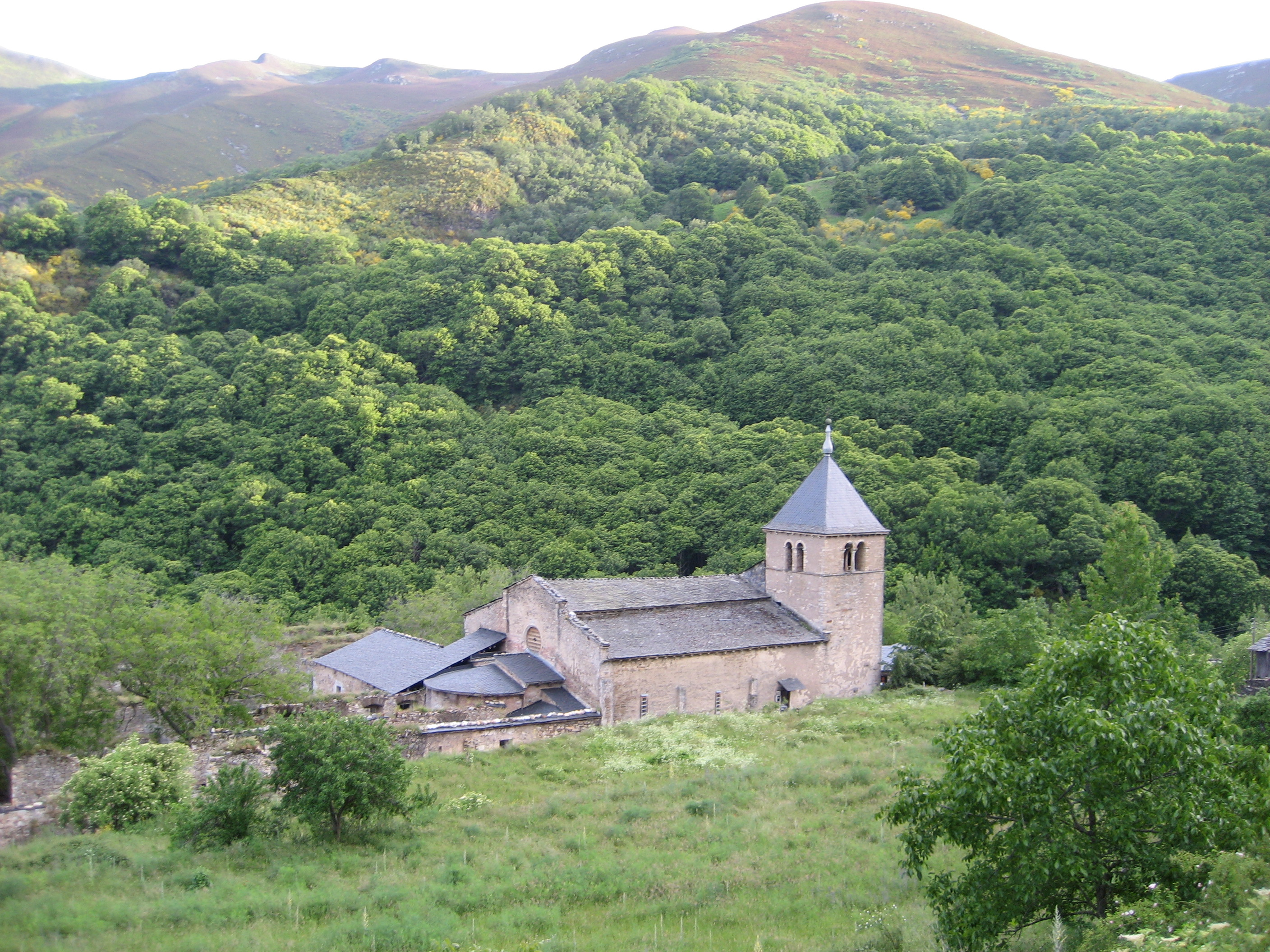
サン・ペドロ・デ・モンテス修道院遠景
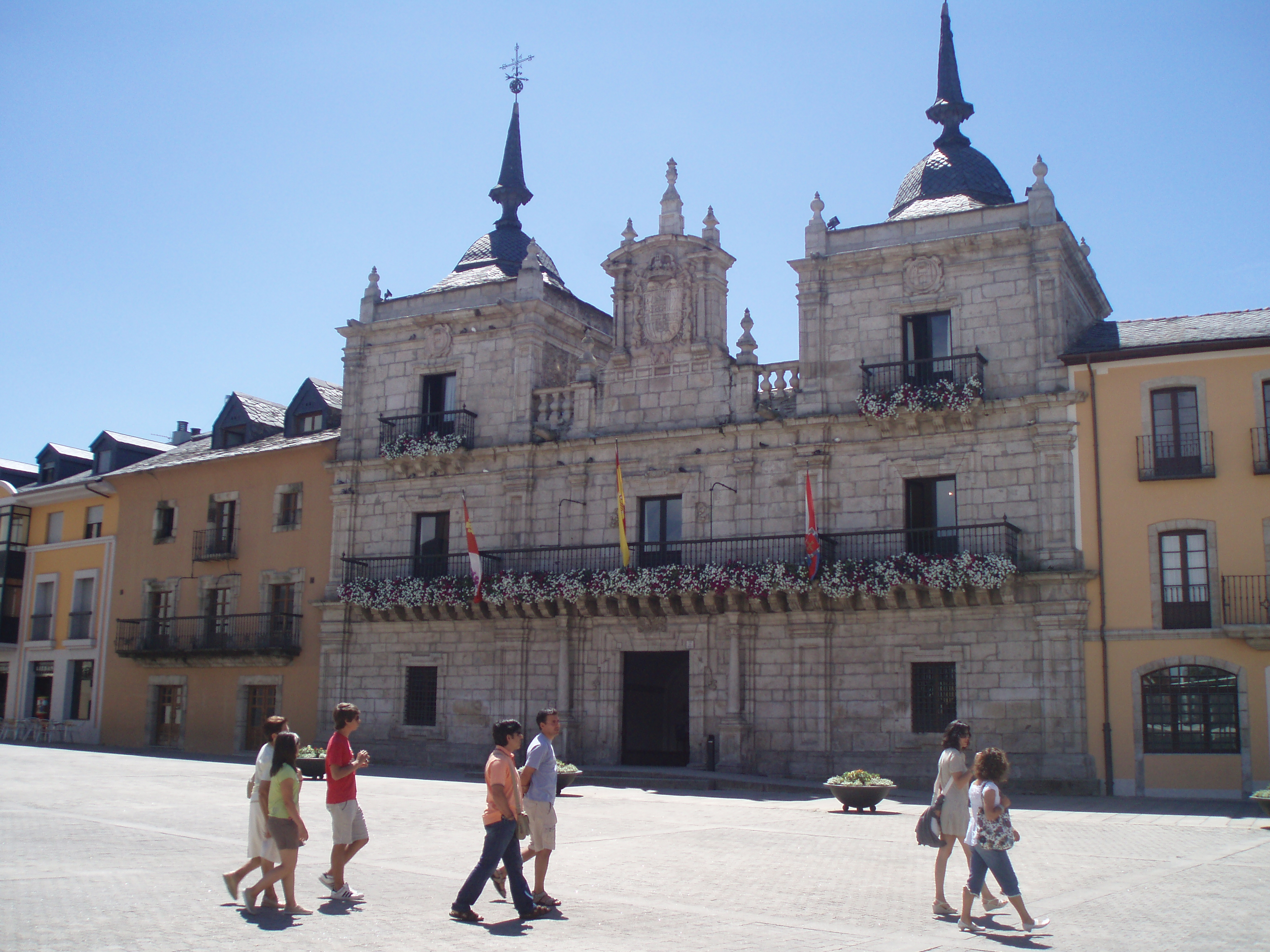
自治体庁舎
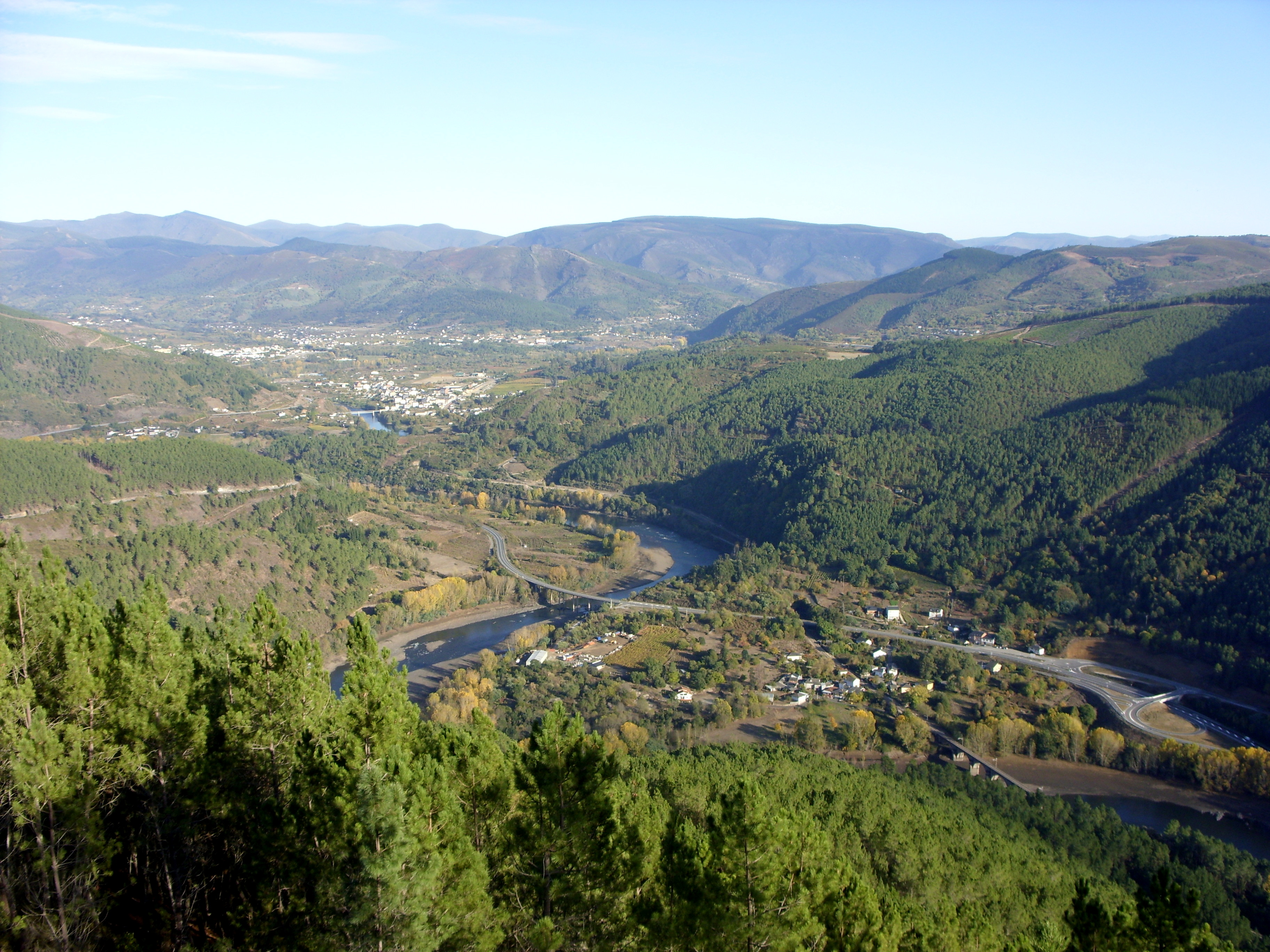
シル川に架かる橋

## 経済
コマルカであるエル・ビエルソのワイン（DOビエルソ）生産中心地で、ドイツやアメリカ合衆国にも輸出されている。果物や野菜の生産も盛んである。ウシの飼育は都市の成長によって後退してきたが、家族経営の形態を維持している。
粘板岩採掘、建設機械製造や、風力原動機による発電が行われている。

## スポーツ
- SDポンフェラディーナ - ポンフェラーダに本拠地を置くサッカークラブ。